# 德涅斯特河沿岸军事
德涅斯特河沿岸摩尔达维亚共和国武装力量是未被普遍承认的德涅斯特河沿岸摩尔达维亚共和国的国家军队。根据该国宪法的第11条，武装部队正式成立于1991年9月6日，其核心目的是维护共和国的主权和独立。

## 历史
1991年9月6日，德涅斯特河沿岸最高苏维埃通过了一项决议以组建属于德涅斯特河沿岸的军事力量，德涅斯特河沿岸共和国卫队（俄語：Республиканская гвардия ПМР）应运而生。该卫队直接分裂自摩尔多瓦共和国卫队（羅馬尼亞語：Garda Republicană），而二者皆继承自苏联武装力量。
共和国卫队曾于1991年12月在其成立之后的第一次重大战斗中击退了摩尔多瓦针对杜伯萨里市的进攻。而到了1991年底左右，德涅斯特河沿岸武装力量的组织编制已基本完成。自1992年3月德涅斯特河沿岸战争爆发后不久，在俄军近卫第14集团军的支持援助和武装下，“人民民兵”组织（the People's Militia）正式成立。而到了1992年底，国防部和总参谋部所辖的包括各军事单位、政府机构和专业服务部门等所有主要机构均已成立。1993年3月14日，经过整编后的德左武装力量军队宣誓效忠国家。
截至2021年，德左军队主要仍装备包括T-64BV坦克等在内的苏联时代的老旧装备，但鉴于其主要对手摩尔多瓦军队也仅装备有少数相对较旧的坦克，德左军队的实力较之仍相当强大。步兵战车是BMP-1和BMP-2，截至2021年至少有15辆投入使用。APC包括BTR系列装甲运兵车以及70多辆MT-LB、GT-MU和BTRG-127等车辆。卡车通常是后苏联时期的，Ural-375、GAZ-66和Zil-131 卡车构成了物流骨干。鉴于德涅斯特河沿岸的常规火炮数量有限，火箭炮对武装部队非常重要。火箭发射器包括Grad 系统，其中一些安装在ZIL-131卡车上。德涅斯特河沿岸还有一个国内火箭发射器产业，已经制造了20管和48管的Pribor-1和Pribor-2 火箭发射器，两个系统都是122毫米口径。德涅斯特河沿岸确实有一个小型国内无人机产业，至少自2019年以来一直在为军方生产侦察无人机。这些无人机已在演习中与 Pribor-2火箭发射系统联合使用，以通过无人机瞄准来提高火箭的准确性。

## 组织结构
德涅斯特河沿岸武装力量由4,500至5,500名左右的现役军人组成，而预备役人员则有近15,000至20,000人左右。

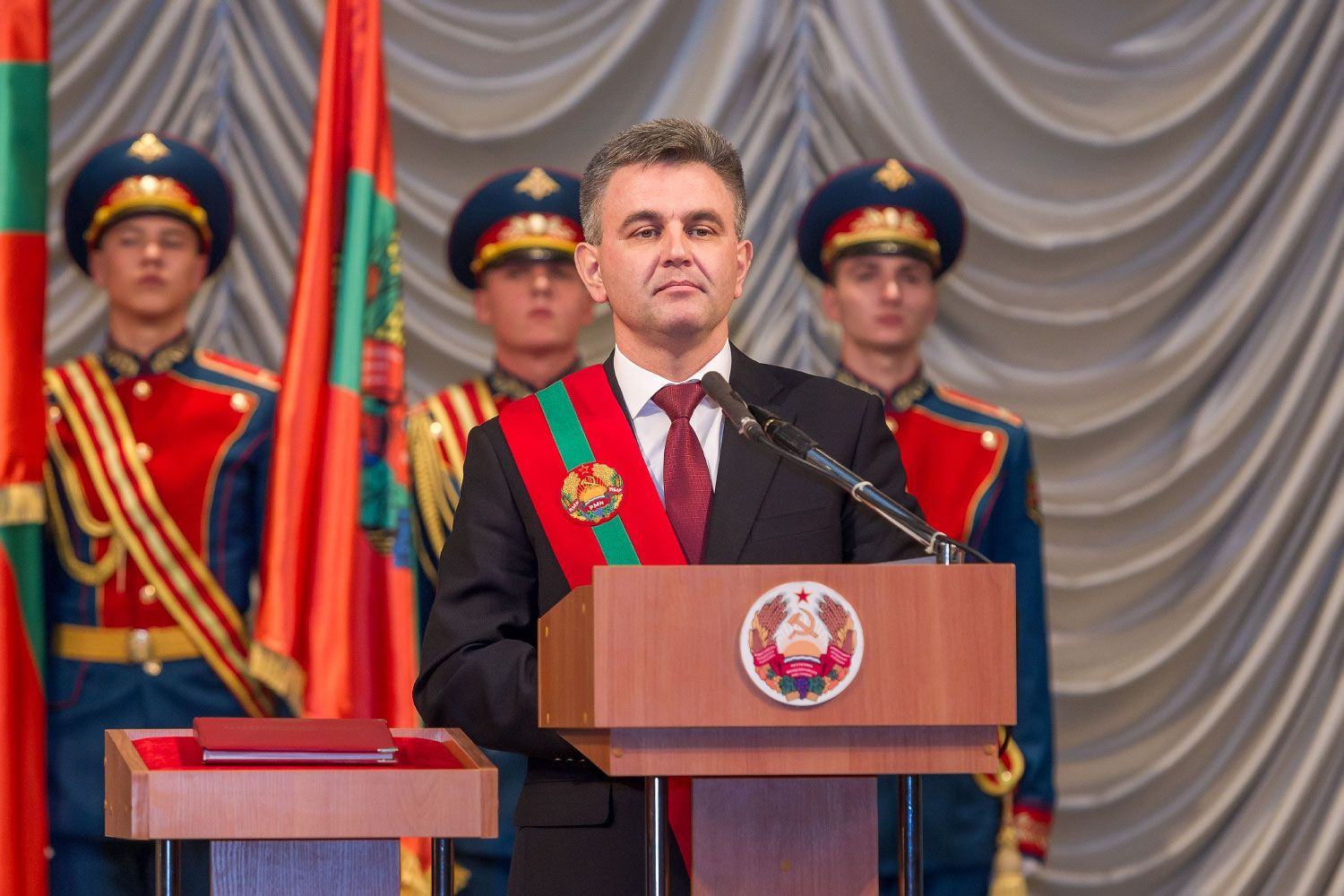
德左军队的最高统帅 – 瓦迪姆·克拉斯诺谢利斯基

按照级别次序排列，目前德涅斯特河沿岸的最高军事领导层由以下人员组成：
- 德涅斯特河沿岸总统兼三军统帅 – 瓦迪姆·克拉斯诺谢利斯基（Vadim Krasnoselsky）
- 德涅斯特河沿岸共和国国防部部长 – 大将 奥列格·奥布鲁奇科夫（Oleg Obruchkov）
- 总参谋长 – Colonel Sergey Gerasyutenko

### 下辖部队

#### 常规军
- 第一近卫摩托化步兵旅“斯特凡·基扎克”（"Stefan Kitzac"）；驻扎地：蒂拉斯波尔[6]
- 第二近卫摩托化步兵旅；驻扎地：賓傑里
- 第三近卫摩托化步兵旅；驻扎地：勒布尼察
- 第四近卫摩托化步兵旅；驻扎地：杜伯薩里
- 第1獨立航空支隊
- 坦克營
- 炮兵團
- 防空團
- 特種部隊營
- 保安營
- 情報公司

駐紮在德涅斯特河左岸城市科巴斯納的俄羅斯軍隊的俄羅斯駐德左作戰集群提供了額外支助。

#### 專門單位

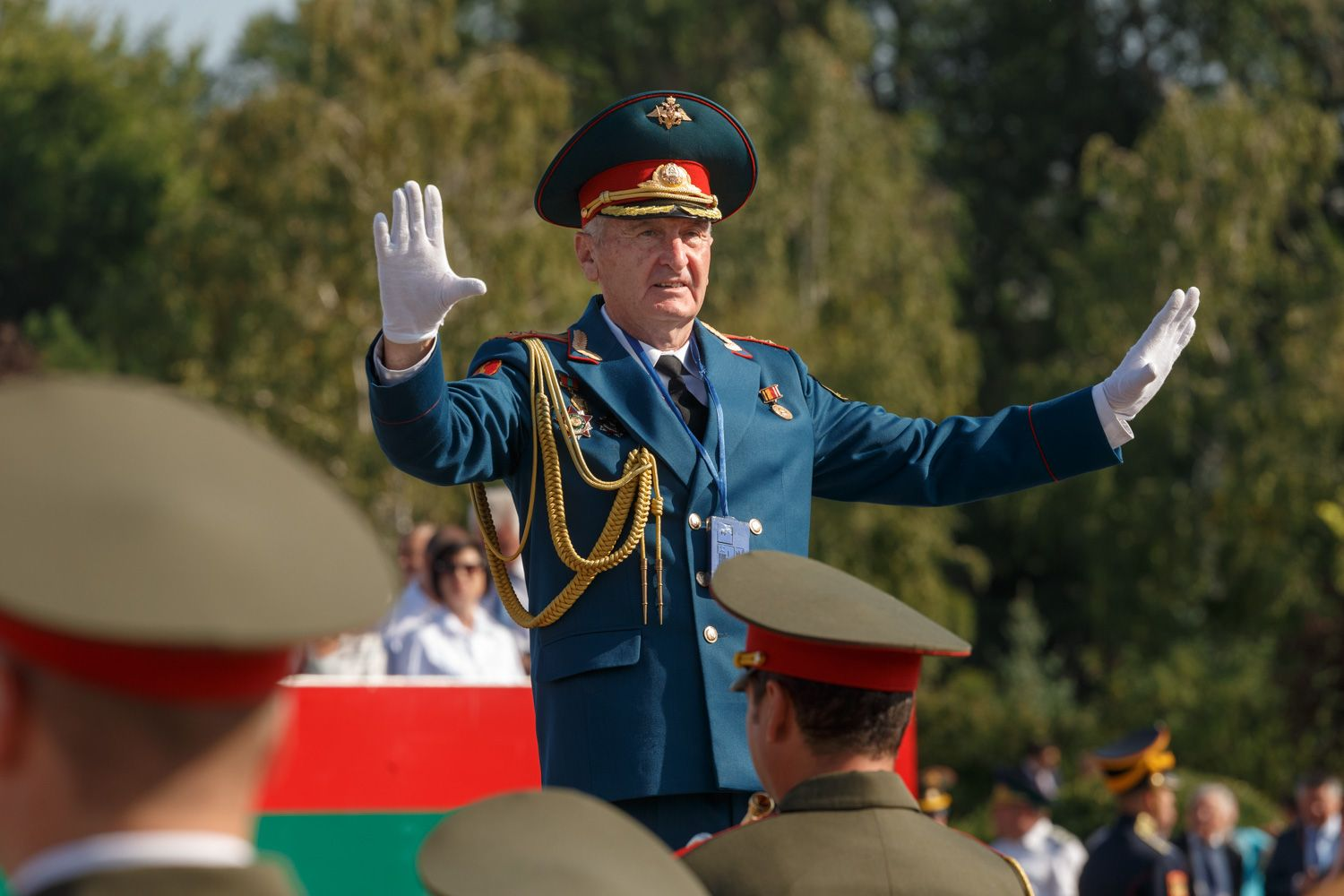
總參謀部樂隊音樂總監維塔利·沃伊諾夫上校

- 武裝部隊總參謀部 - 它是武裝部隊的指揮和管理機構。它的任務是執行來自國防部的軍事戰略。
- PMR儀仗隊 – 自1997年11月6日成立以來，PMR儀仗隊一直參加歡迎貴賓和節日和儀式。該部隊的著名指揮官包括雅羅斯拉夫·伊薩克，瓦倫丁·拉斯普京和阿爾喬姆·切爾尼琴科。[7][8]
- 德涅斯特武裝部隊總參謀部軍樂隊– 樂隊的音樂家必須在俄羅斯，摩爾多瓦和烏克蘭武裝部隊的音樂服務方面至少有一年的經驗。他們的曲目包括外國作曲家的500多部作品。樂隊由維塔利·沃伊諾夫上校領導。[9]
- 維和部隊[10][11]

### 軍事教育

#### 高等教育

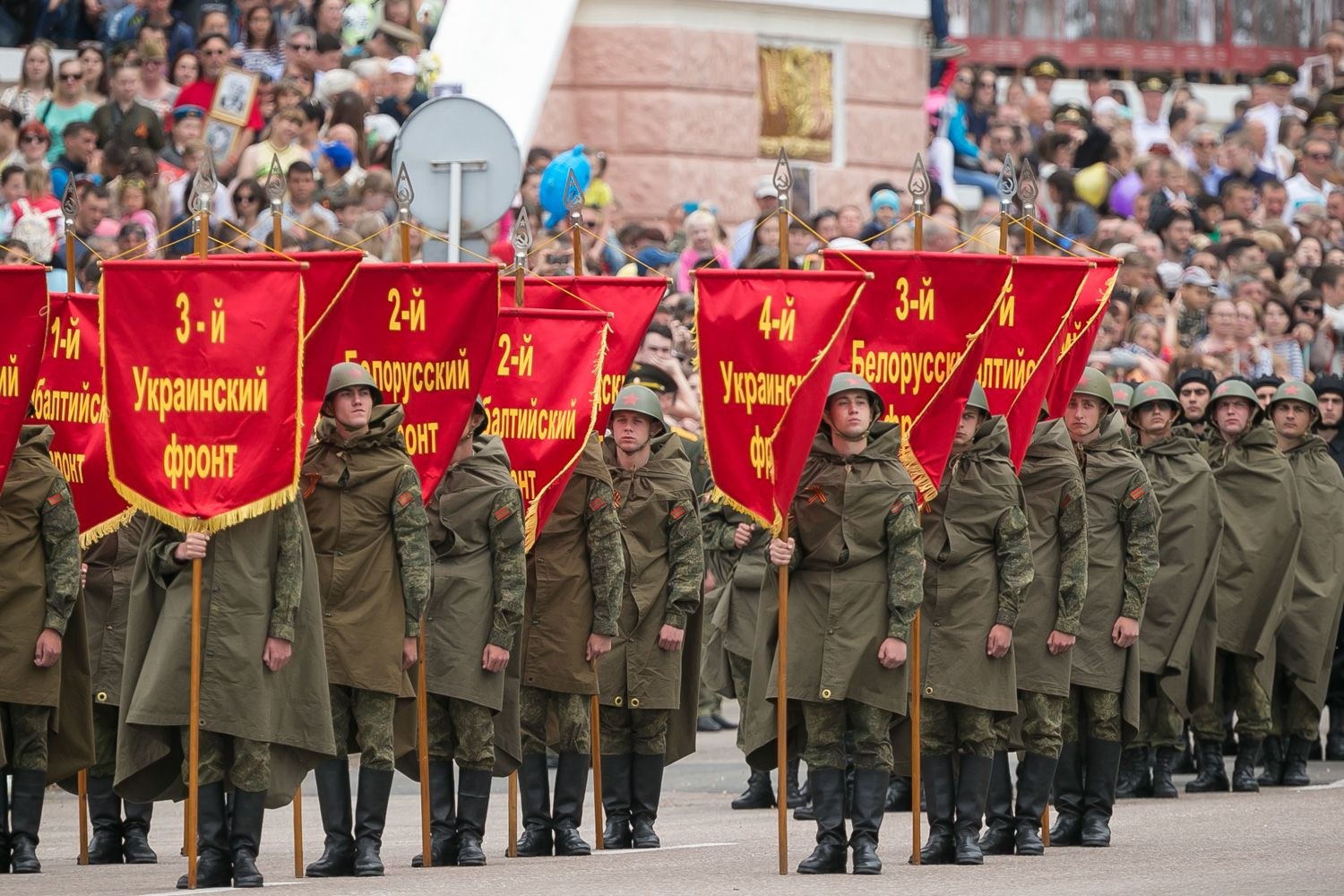
身著歷史閱兵服的國防部軍事學院學員

- 國防部軍事學院– 成立於1993年5月，是軍隊中資歷最深的軍事機構。它於2008年4月30日從舍甫琴科德涅斯特河左岸國立大學重組為一個獨立的機構。2009年8月，該研究所被授予戰鬥旗幟，並於2012年7月更名為榮譽亞歷山大·列別德。[12]
- 軍事專家基礎培訓課程

#### 見習學校
- 蒂拉斯波爾蘇沃洛夫軍事學校 - 它成立於2017年9月1日，以俄羅斯和白俄羅斯的蘇沃洛夫軍事學校為基礎

- 格里高利·波坦金共和黨人軍校隊

## 安全力量
- 国家安全部
  - 德涅斯特河沿岸边防卫队
  - “德尔塔”特种作战独立营
- 内政部机动特遣队[13]
- “斯佩茨纳兹”

## 文化传承

### 大型活动

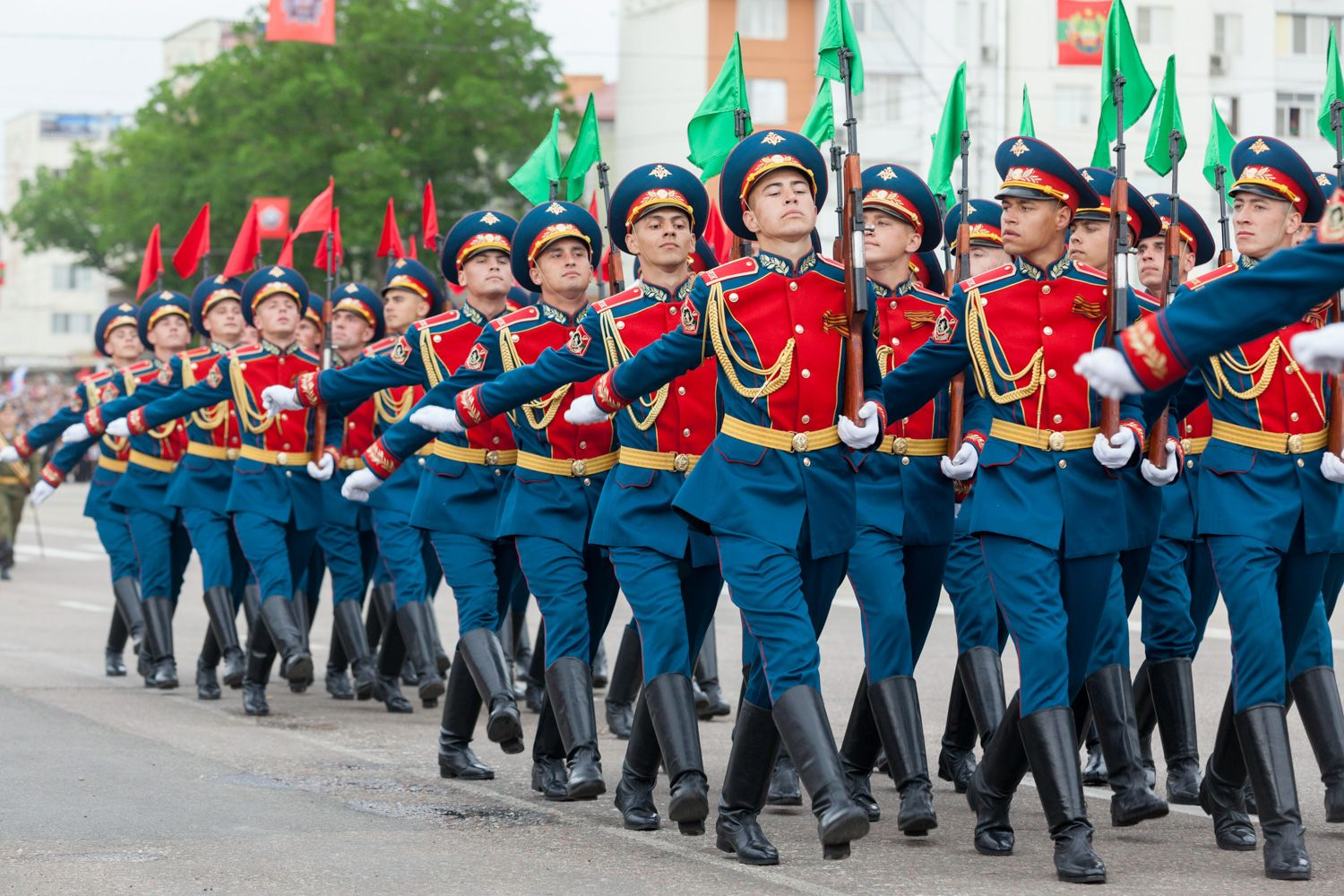
德涅斯特河沿岸武装力量仪仗队于阅兵场上。

在共和国日和胜利日，每年都会在苏沃洛夫广场举行两小时的外涅斯特里亚武装部队阅兵式，通常有超过15支军事特遣队，由总统、总理和最高議會成员监督。 2020年，由于COVID-19的大流行，两个庆祝活动在9月2日合并。
官方的武装部队节日是2月23日的祖国保卫者日，其庆祝方式与俄罗斯和独立国家联合体类似。其他军事节日包括
- 内部部队日（3月24日）
- 解放日（4月12日）[16]
- 国家安全日（5月16日）
- 维持和平者日（7月28日）[17][18]
- 武装力量日（9月6日）
- 边防军日（英语：Border Guards Day）（9月14日）

### 机构

#### 博物馆
1999年11月13日，斯米尔诺夫总统和国防部长斯坦尼斯拉夫·哈熱耶夫共同为武装部队军事历史博物馆揭幕。超过2万名军人、学生和游客参观了它。主要景点是「攻克德涅斯特河大桥」的透视画，它描述了1992年6月20日的战斗的一个情节。博物馆按惯例分为两部分：展品和档案照片。中央区域被一个纪念牺牲的卫兵的环形物占据。

#### 體育會
德涅斯特河地区的军队體育會是军队中的一项体育运动，不仅有现役军人参与，还有退役军人以及他们的家庭成员和征兵前的年轻人。几乎所有想在SKA旗帜下竞争的人都能加入體育會。它是作为回归苏联体育传统的一部分而创建的。

## 装备

### 陆军

#### 轻武器
| 名稱                    | 产地   | 類型         | 衍生型号 | 備註 |
| ----------------------- | ------ | ------------ | -------- | ---- |
| 馬卡洛夫手槍            | 苏联   | 半自動手槍   |          |      |
| SVD狙擊步槍             | 苏联   | 狙擊步槍     |          |      |
| 卡拉什尼科夫自動步槍    | 苏联   | 突擊步槍     |          |      |
| AKM突擊步槍             | 苏联   | 突擊步槍     |          |      |
| AK-74突擊步槍           | 俄罗斯 | 突擊步槍     |          |      |
| AK-103突擊步槍          | 俄罗斯 | 突擊步槍     |          |      |
| PK通用機槍              | 苏联   | 通用機槍     |          |      |
| PKP「佩切涅格」通用機槍 | 俄罗斯 | 通用機槍     |          |      |
| RPG-7                   | 苏联   | 火箭推進榴彈 |          |      |
| RPG-18                  | 俄罗斯 | 火箭推進榴彈 |          |      |
| RPG-22                  | 俄罗斯 | 反坦克戰     |          |      |
| RPG-26                  | 俄罗斯 | 反坦克戰     |          |      |
| RPG-27                  | 俄罗斯 | 反坦克戰     |          |      |

#### 重武器
| 名稱                 | 產地           | 類型           | 装备数量                | 備註                                             |              |              |
| 裝甲戰鬥車輛         | 裝甲戰鬥車輛   | 裝甲戰鬥車輛   | 裝甲戰鬥車輛            | 裝甲戰鬥車輛                                     | 裝甲戰鬥車輛 | 裝甲戰鬥車輛 |
| -------------------- | -------------- | -------------- | ----------------------- | ------------------------------------------------ | ------------ | ------------ |
| T-80主力戰車         | 苏联           | 主戰坦克       | 6+ 待命中               | 待命中具体数字不详。                             |              |              |
| T-64主战坦克         | 苏联           | 主戰坦克       | 18 活躍中，更多在待命中 | PMR武裝部隊的主要主戰坦克。                      |              |              |
| T-54/55系列主戰坦克  | 苏联           | 中型戰車       | 30+ 待命中              | 未使用和储存的品种，包括T55A和T55AM。            |              |              |
| BMP-2步兵戰車        | 俄罗斯         | 裝步戰車       | 6+                      | 閱兵式中出現。                                   |              |              |
| GT-MU                | 俄罗斯         | 驅逐戰車       | 40+                     | 最多携带SPG-9支援枪。                            |              |              |
| BMP-1步兵戰車        | 俄罗斯         | 裝步戰車       | 10+                     | 有些是作为指挥车。                               |              |              |
| 9K114風暴            | 俄罗斯         | 驅逐戰車       | 12+                     |                                                  |              |              |
| MT-LB                | 俄罗斯         | 裝甲運兵車     | 25+                     |                                                  |              |              |
| GMZ-3                | 俄罗斯         | 裝甲運兵車     | 8+                      | 在国内被改装成装甲运兵车。                       |              |              |
| BTR-80               | 苏联           | 裝甲運兵車     | 10+                     |                                                  |              |              |
| BTR-70               | 苏联           | 裝甲運兵車     | 9+                      | 閱兵式中出現。                                   |              |              |
| BTR-60               | 苏联           | 裝甲運兵車     | 40+                     | 指挥车。                                         |              |              |
| BRDM-2               | 苏联           | 裝甲運兵車     | 10+                     | 大多数携带AT-5导弹。                             |              |              |
| 火砲&导弹            |                |                |                         |                                                  |              |              |
| BM-21火箭炮          | 苏联           | 多管火箭炮     | 20+                     | 一些安裝在ZIL-131上。                            |              |              |
| Pribor-1             | 德涅斯特河沿岸 | 多管火箭炮     | 16+                     | ZIL-131上的20枚122毫米火箭。                     |              |              |
| Pribor-2             | 德涅斯特河沿岸 | 多管火箭炮     | 10                      | 卡瑪茲底盤上的48枚122毫米火箭。                  |              |              |
| UR-77 隕石           | 俄罗斯         | 掃雷式炸藥     | 2+                      | 閱兵式中出現。                                   |              |              |
| D-44型85毫米戰防炮   | 苏联           | 野戰炮         | 12+                     | 出現在閱兵式上。                                 |              |              |
| ZU-23-2雙管高射炮    | 苏联           | 防空戰         | 100+                    | 許多放置在車輛上。                               |              |              |
| ZPU-4                | 苏联           | 防空戰         | 4+                      | 出現在閱兵式上。                                 |              |              |
| KS-19式100毫米高射炮 | 苏联           | 防空戰         | 4+                      | 出現在閱兵式上。                                 |              |              |
| 57毫米С-60高射炮     | 苏联           | 防空戰         | 10                      | 自行防空系統                                     |              |              |
| 9K38針式防空飛彈     | 苏联           | 便携式防空导弹 | 50+                     |                                                  |              |              |
| 运输车               |                |                |                         |                                                  |              |              |
| UAZ-469              | 俄罗斯         | 多功能車       | 50+                     | 德涅斯特軍隊的主要輕型車輛。                     |              |              |
| GAZ-66               | 俄罗斯         | 货车           | 10+                     | 有些攜帶ZSU-23-2。                               |              |              |
| ZIL-131卡車          | 俄罗斯         | 货车           | 40+                     | 有些攜帶火箭發射器的重裝彈，有些還攜帶ZSU-23-2。 |              |              |
| Ural-375             | 俄罗斯         | 货车           | 100+                    | 武裝部隊的主要卡車，有些攜帶ZSU-23-2。           |              |              |
| KrAZ-255             | 俄罗斯         | 货车           | 4+                      | 在遊行中看到拖著重型火砲。                       |              |              |

### 空军
| 名称           | 产地           | 机种       | 衍生型号   | 装备数量   | 備註                 |
| 军用运输机     | 军用运输机     | 军用运输机 | 军用运输机 | 军用运输机 | 军用运输机           |
| -------------- | -------------- | ---------- | ---------- | ---------- | -------------------- |
| 安-2           | 苏联           | 运输       |            | 3          |                      |
| 直升機         |                |            |            |            |                      |
| Mi-2直升機     | 苏联 波蘭      | 效用/运输  |            | 1          | [ 23 ] [ 22 ] [ 24 ] |
| Mi-8直升機     | 苏联           | 效用/运输  |            | 1-2        | [ 23 ] [ 26 ] [ 24 ] |
| 無人機         |                |            |            |            |                      |
| 精灵           | 中国           | 當地偵察   |            | ~20+       | [ 24 ]               |
| 國內偵察無人機 | 德涅斯特河沿岸 | 短距離識別 |            | 20+        | [ 24 ]               |
| 教練機         |                |            |            |            |                      |
| 雅克-52        | 苏联           | 訓練       |            | 0-2        |                      |

## 照片

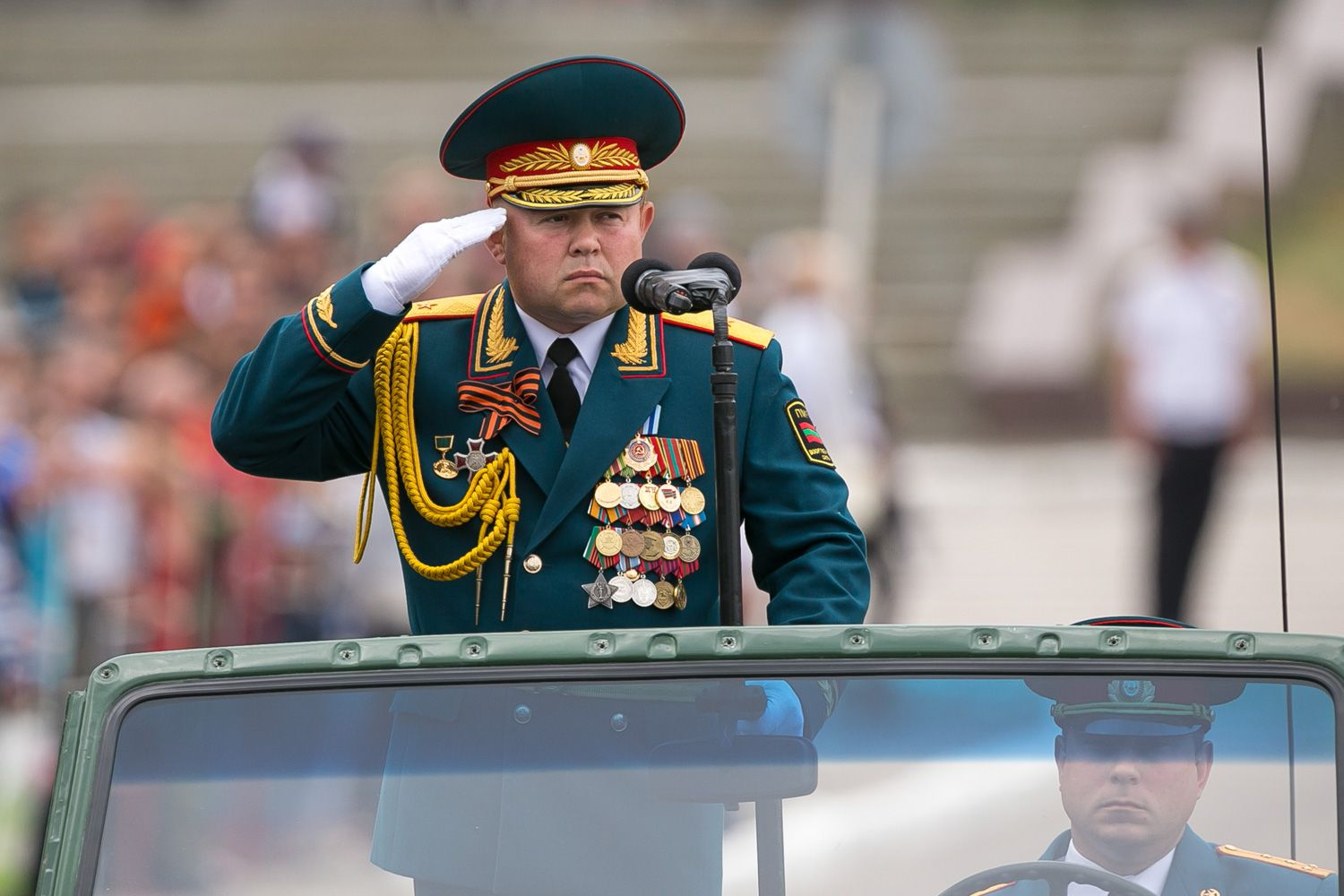
国防部长奥列格·奥布鲁奇科夫
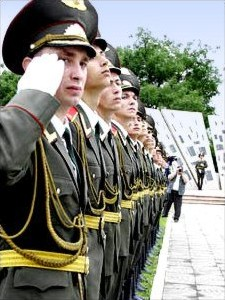
德涅斯特军队人员（2007 年）
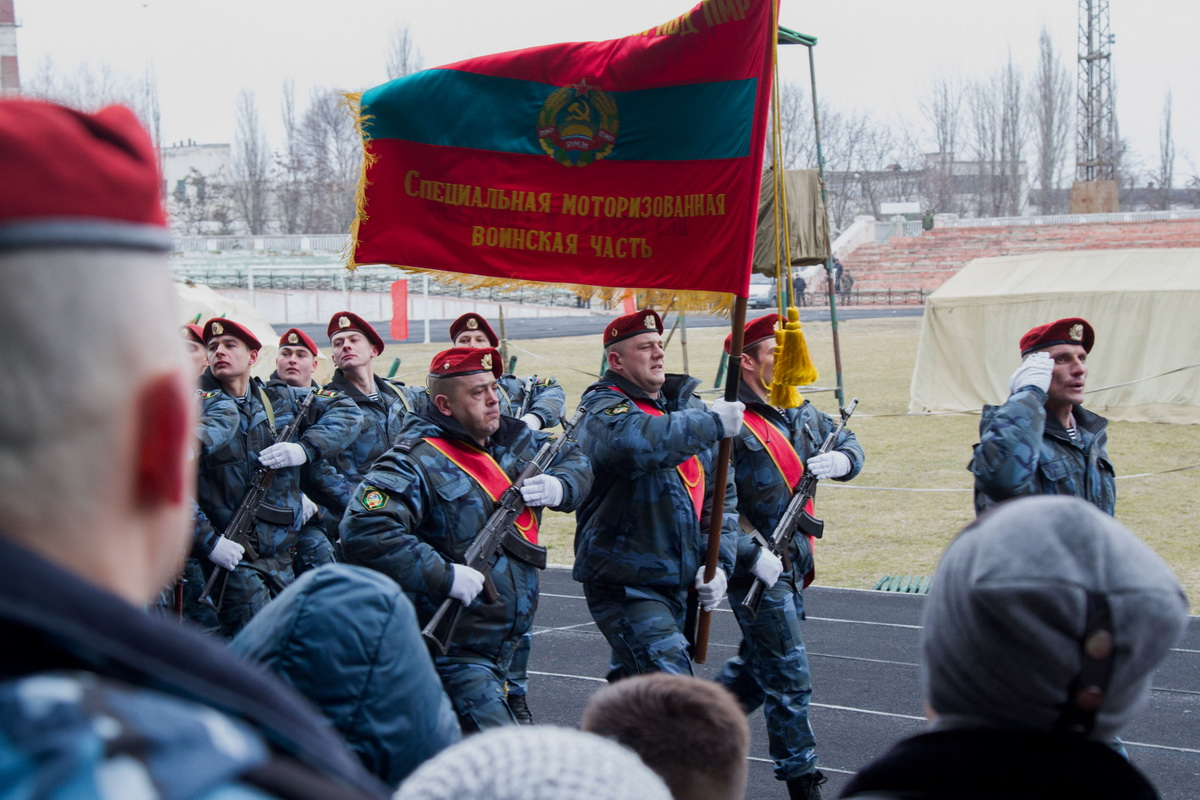
游行期间的PMR特别机动部队
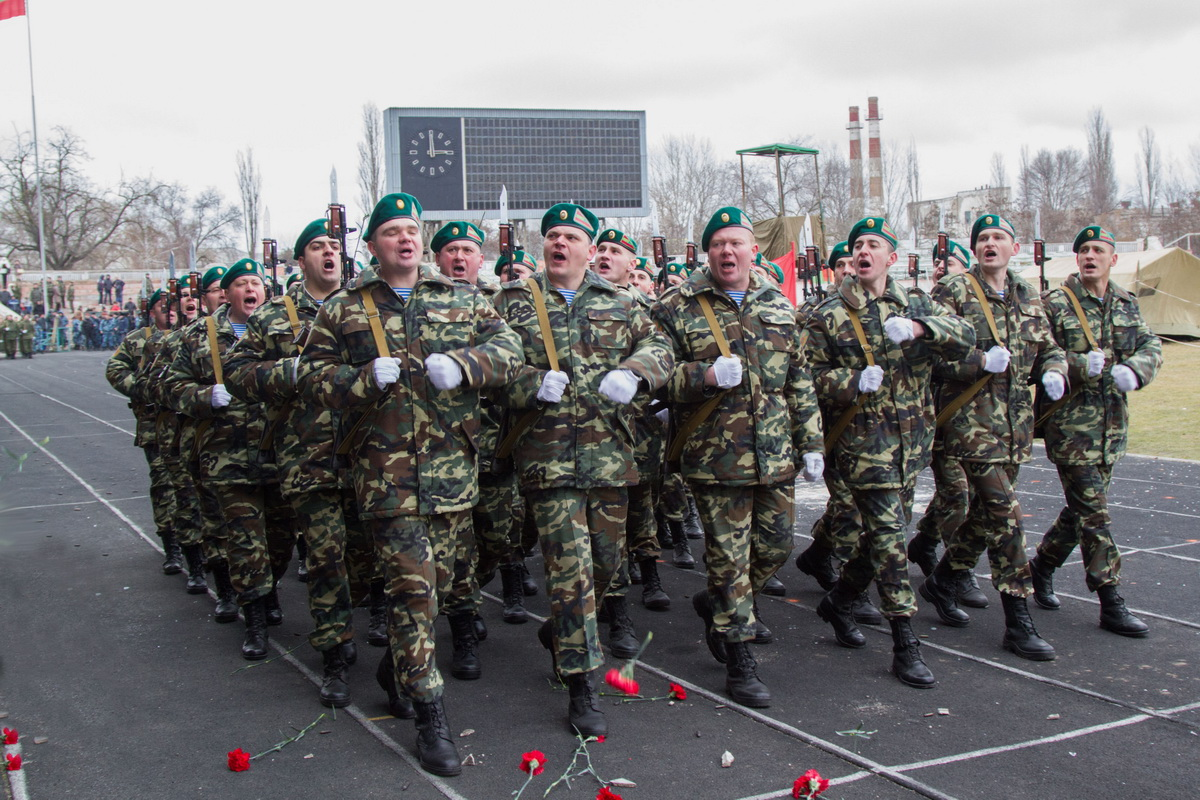
PMR 边防卫队
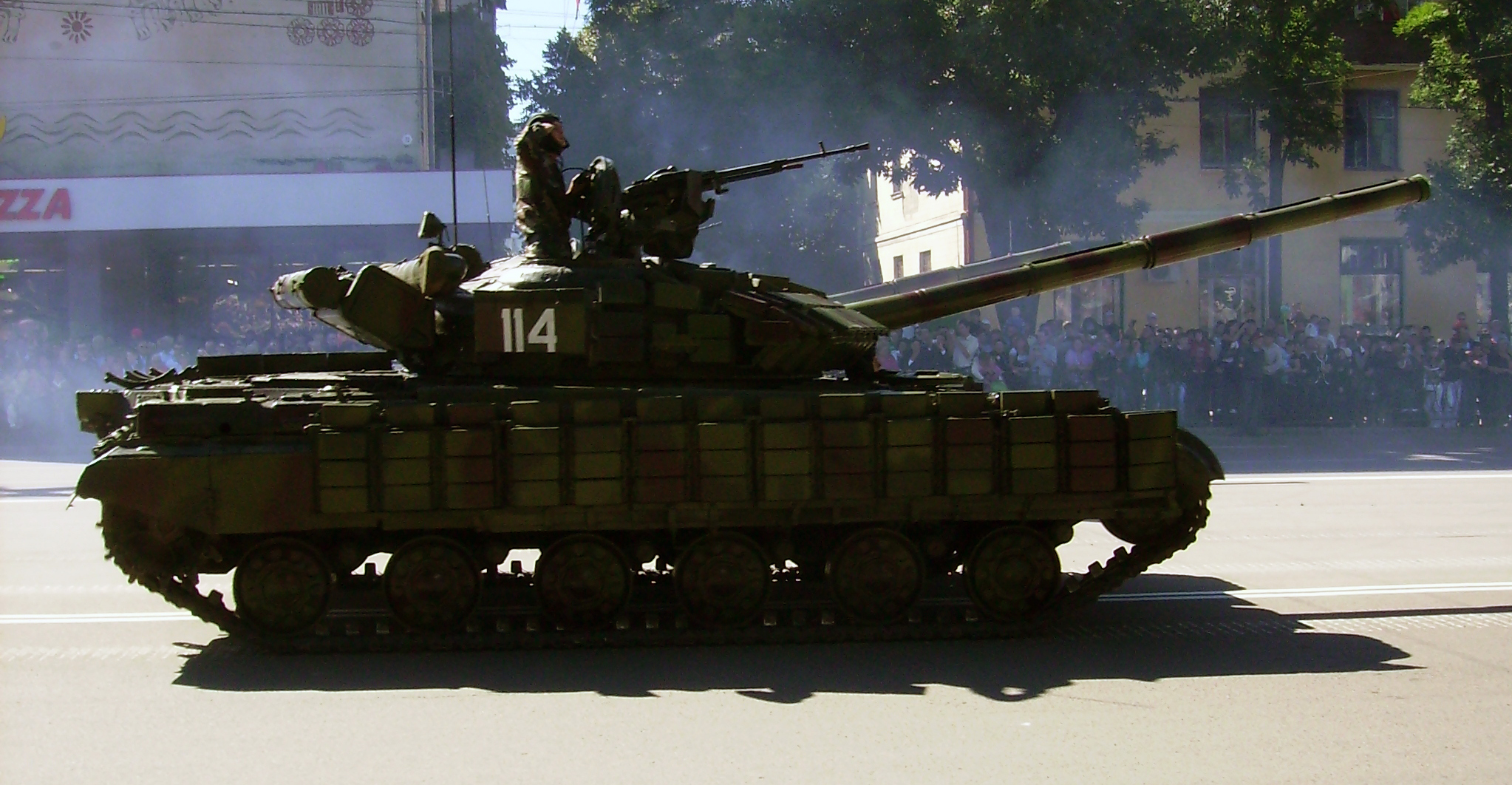
2010年阅兵期间的T-64BV
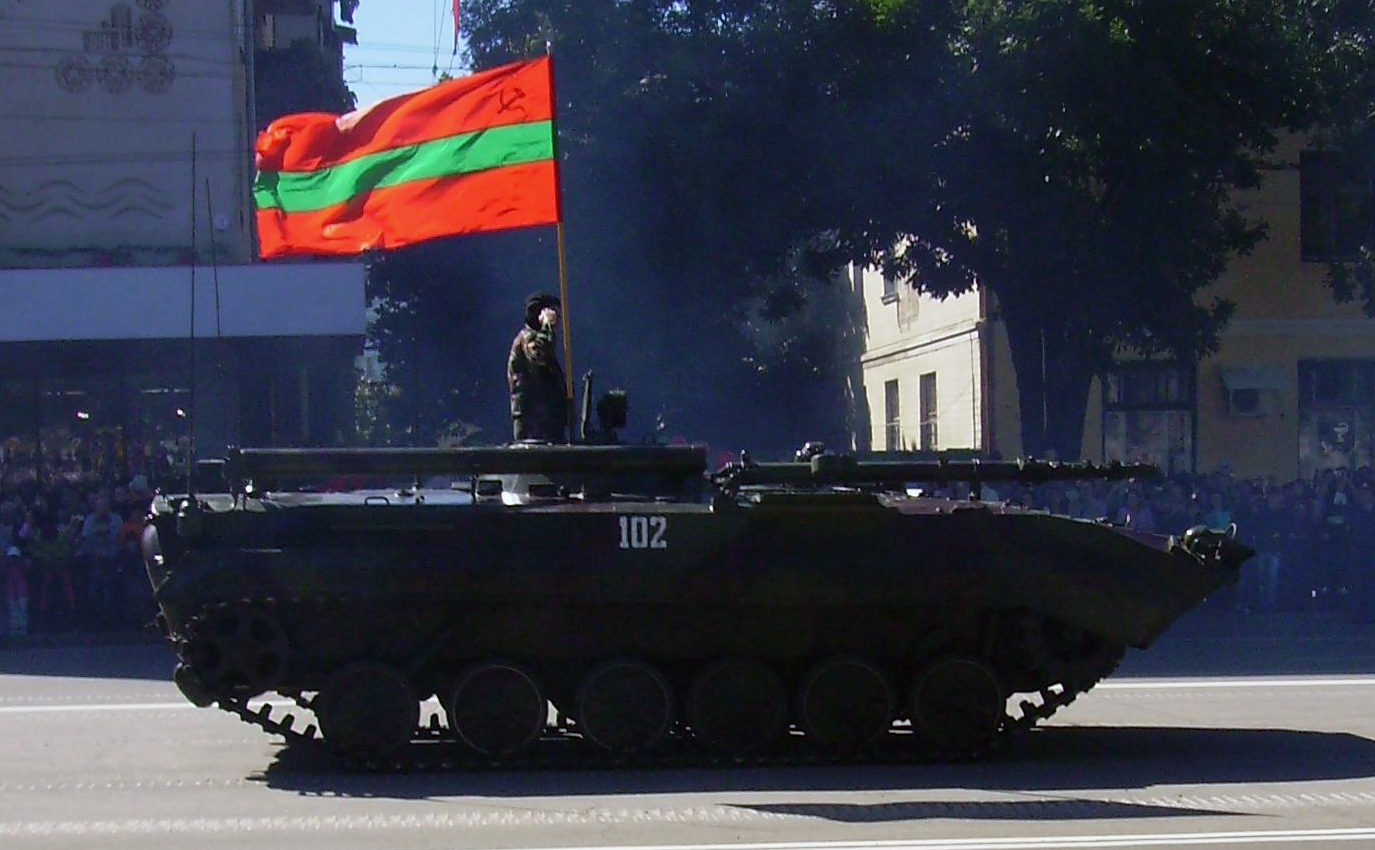
BMP-1P装甲运兵车
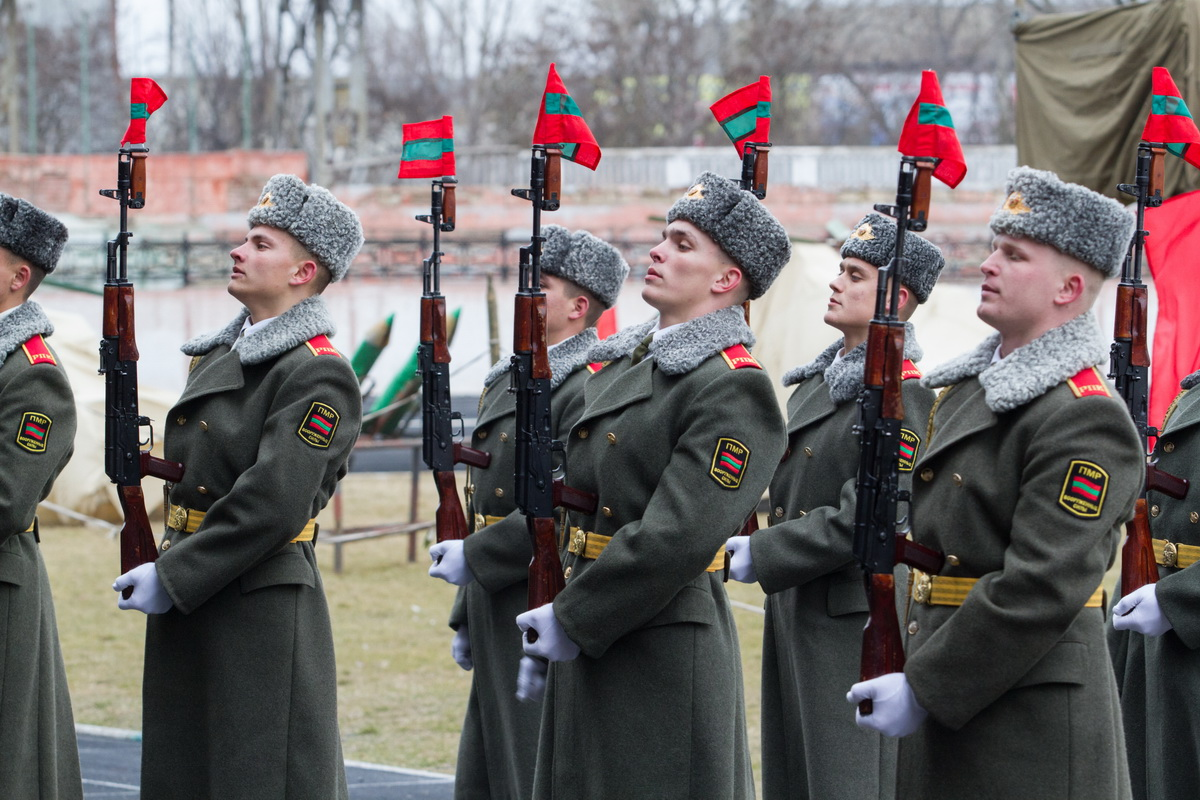
配备AK-74步枪的PMR仪仗队
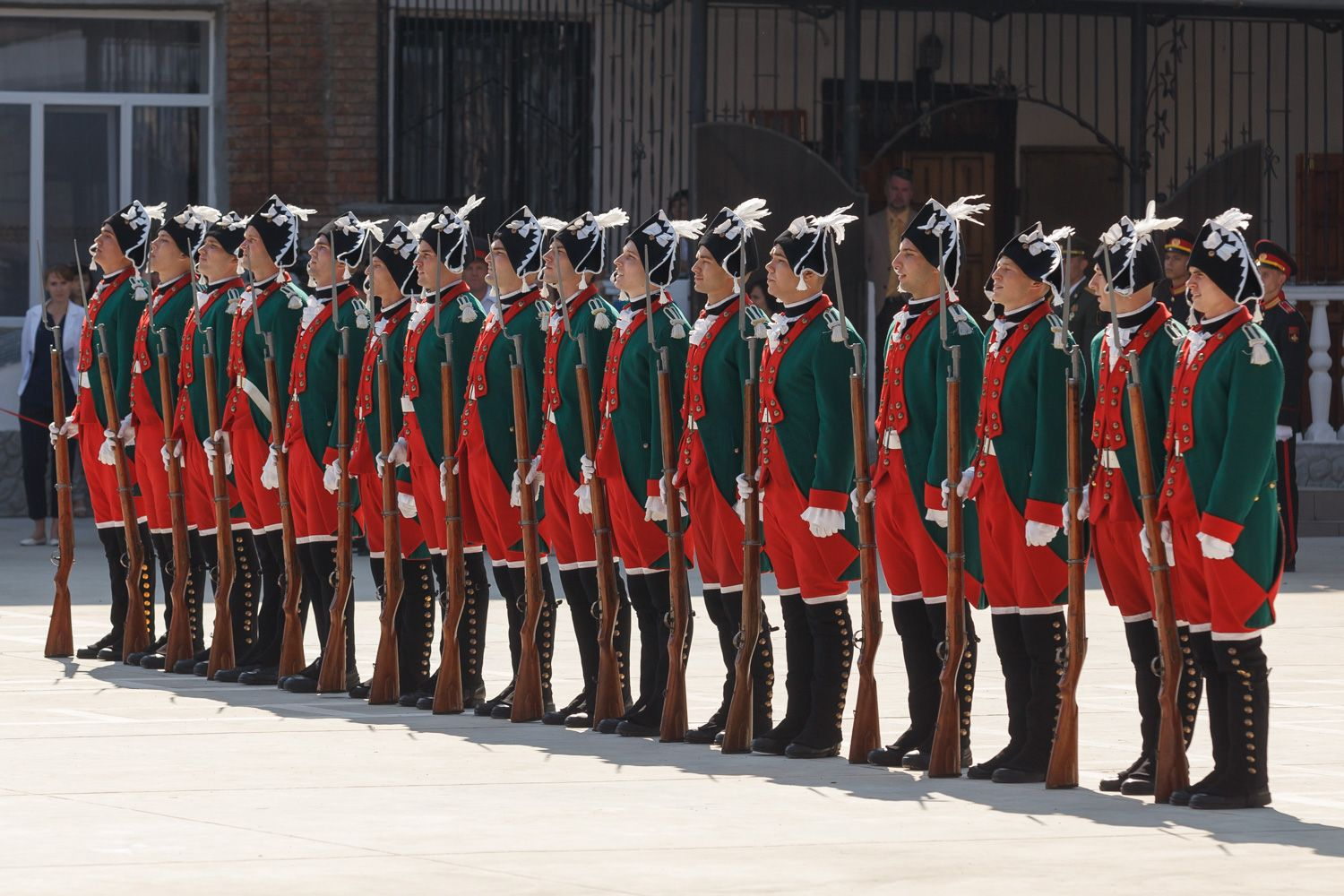
蒂拉斯波尔苏沃洛夫军事学校的仪仗队
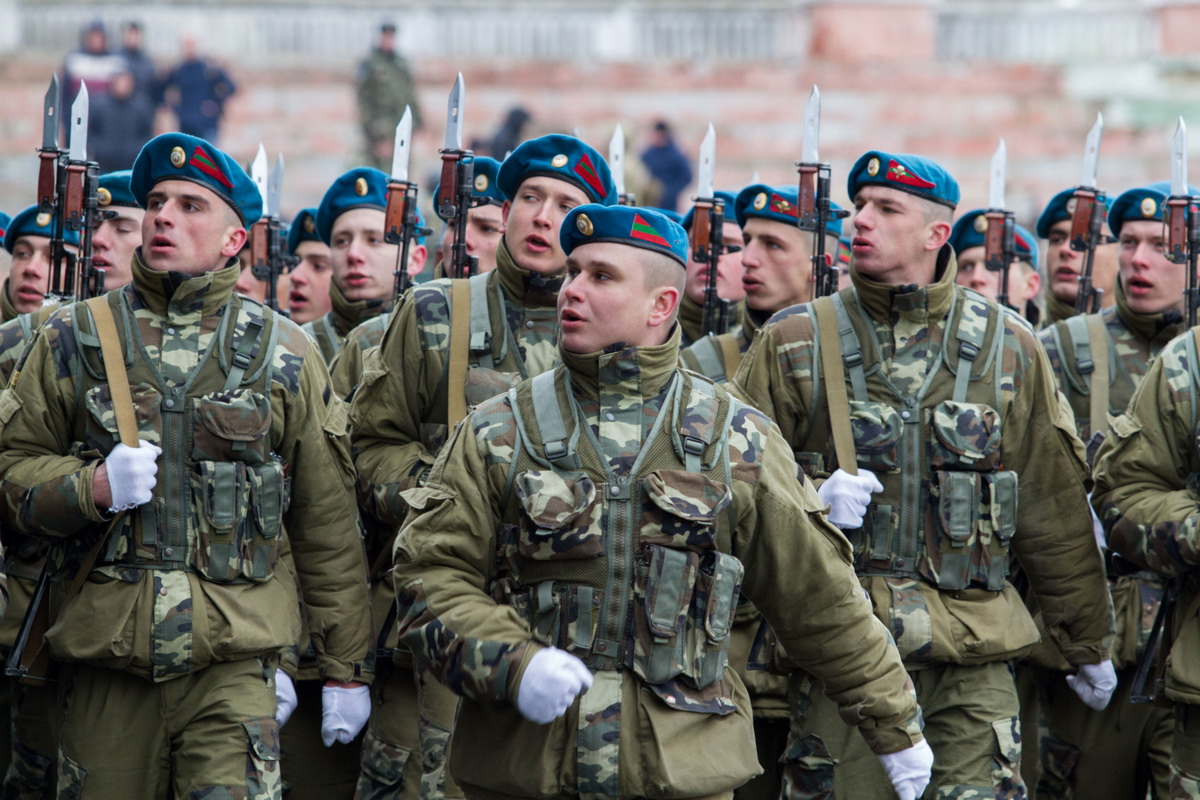
德涅斯特空降部队
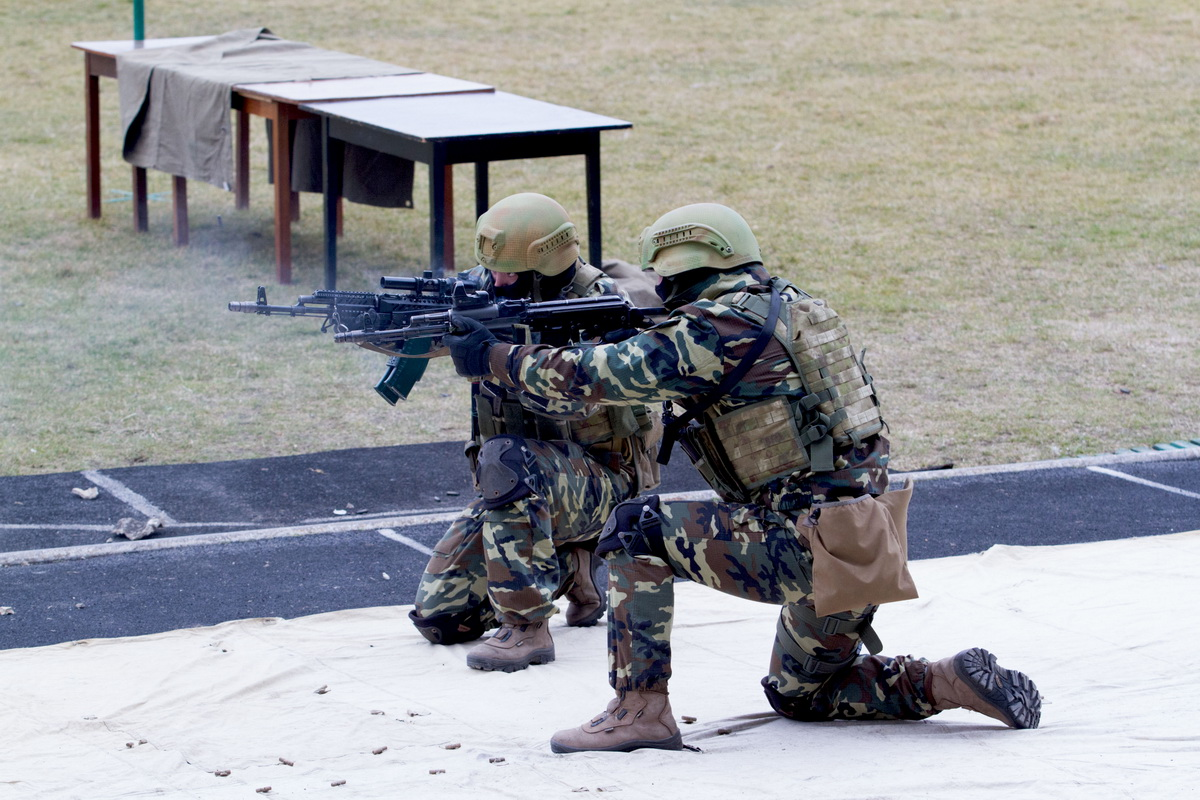
德涅斯特河特种部队
飛機圓標
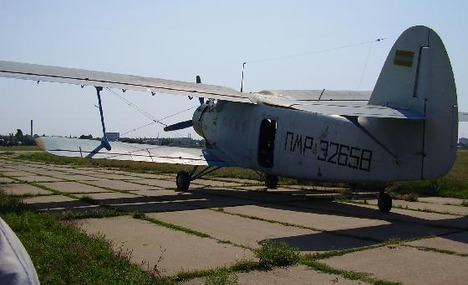
德涅斯特河沿岸空军安-2
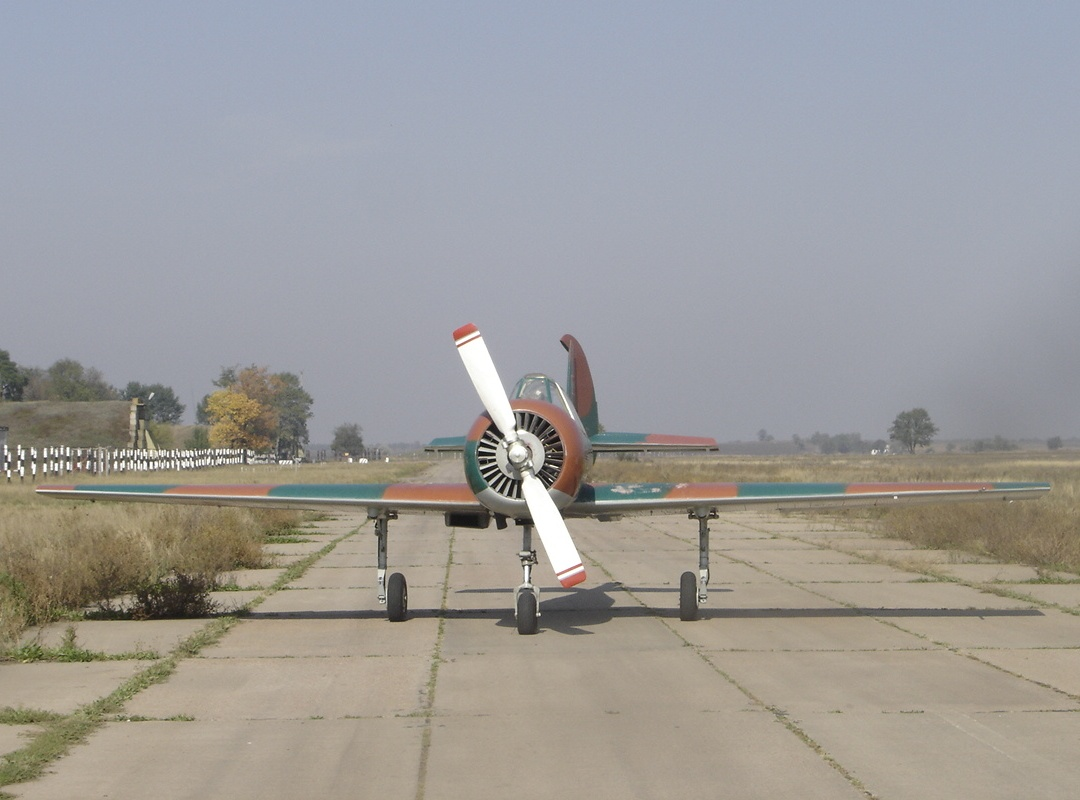
德涅斯特河沿岸雅克-52

## 外部鏈接
- Pridnestrovie.net, Law enforcement and armed forces of Transnistria (archived link)